# آلن میلر
آلن میلر (انگلیسی: Alan Miller؛ (زادهٔ ۲۹ مارس ۱۹۷۰ – درگذشتهٔ ۳ ژوئن ۲۰۲۱) بازیکن فوتبال اهل بریتانیا بود.
از باشگاه‌هایی که در آن بازی کرده‌ بود می‌توان به باشگاه فوتبال میدلزبرو، باشگاه فوتبال بیرمنگام سیتی، باشگاه فوتبال آرسنال، باشگاه فوتبال بریستول سیتی، باشگاه فوتبال گریمزبی تاون، باشگاه فوتبال پلیموث آرگیل، باشگاه فوتبال بلکبرن روورز، باشگاه فوتبال هادرزفیلد تاون، باشگاه فوتبال کاونتری سیتی، باشگاه فوتبال وست برومویچ آلبیون، و باشگاه فوتبال وست برومویچ آلبیون، و باشگاه فوتبال وست برومویچ آلبیون اشاره کرد.
وی همچنین در تیم ملی فوتبال زیر ۲۱ سال انگلستان بازی کرده‌ بود.